# Richard Ojeda
Pour les articles homonymes, voir Ojeda.
Richard Ojeda (né le 25 octobre 1970 à Rochester) est un militaire et homme politique américain.
De 2016 à 2019, il est membre du Sénat de Virginie-Occidentale (en).  En 2018, il reçoit l’attention nationale lorsqu’il soutient une grève des enseignants de Virginie-Occidentale.  En 2018, il se porte candidat à la Chambre des représentants des États-Unis. Cependant, son adversaire, Carol Miller, le qualifie de partisan de « la gauche radicale », et Donald Trump, populaire en Virginie-Occidentale, apporte son soutien à Miller. Richard Ojeda perd l’élection par 22 000 voix.
Il annonce se porter candidat aux primaires démocrates 2020 le 13 novembre 2018, sept jours après avoir perdu sa campagne pour la Chambre. Un élément central de sa campagne est son soutien à l’accès des femmes à l’avortement. Il se retire en janvier 2019, pour se concentrer sur l'élection sénatoriale en Virginie-Occidentale. Lors de l'élection primaire démocrate du 9 juin 2020, il perd contre Paula Jean Swearengin, une militante écologiste,. 